# Noonday Gun

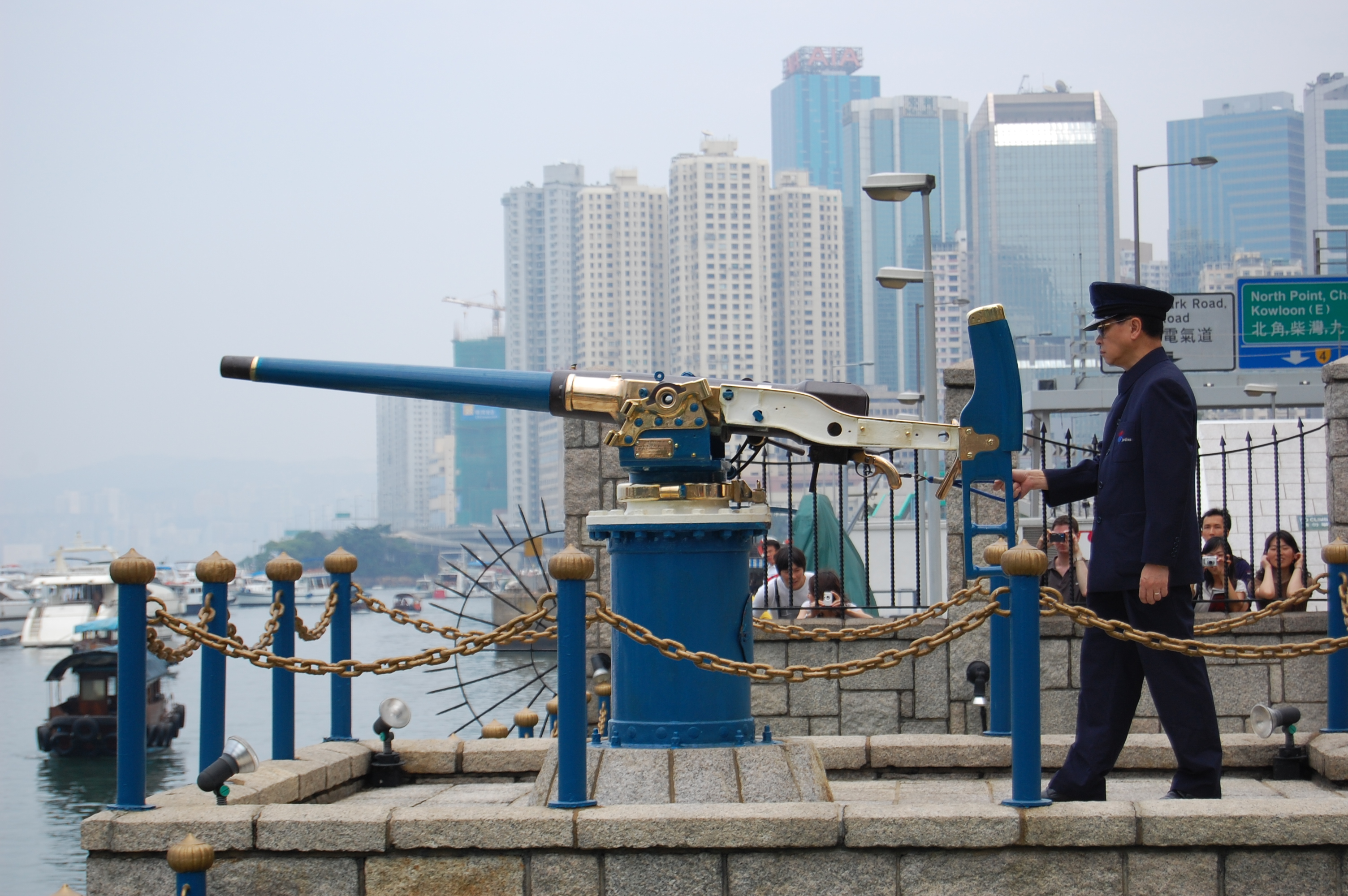
Noonday Gun (2007)

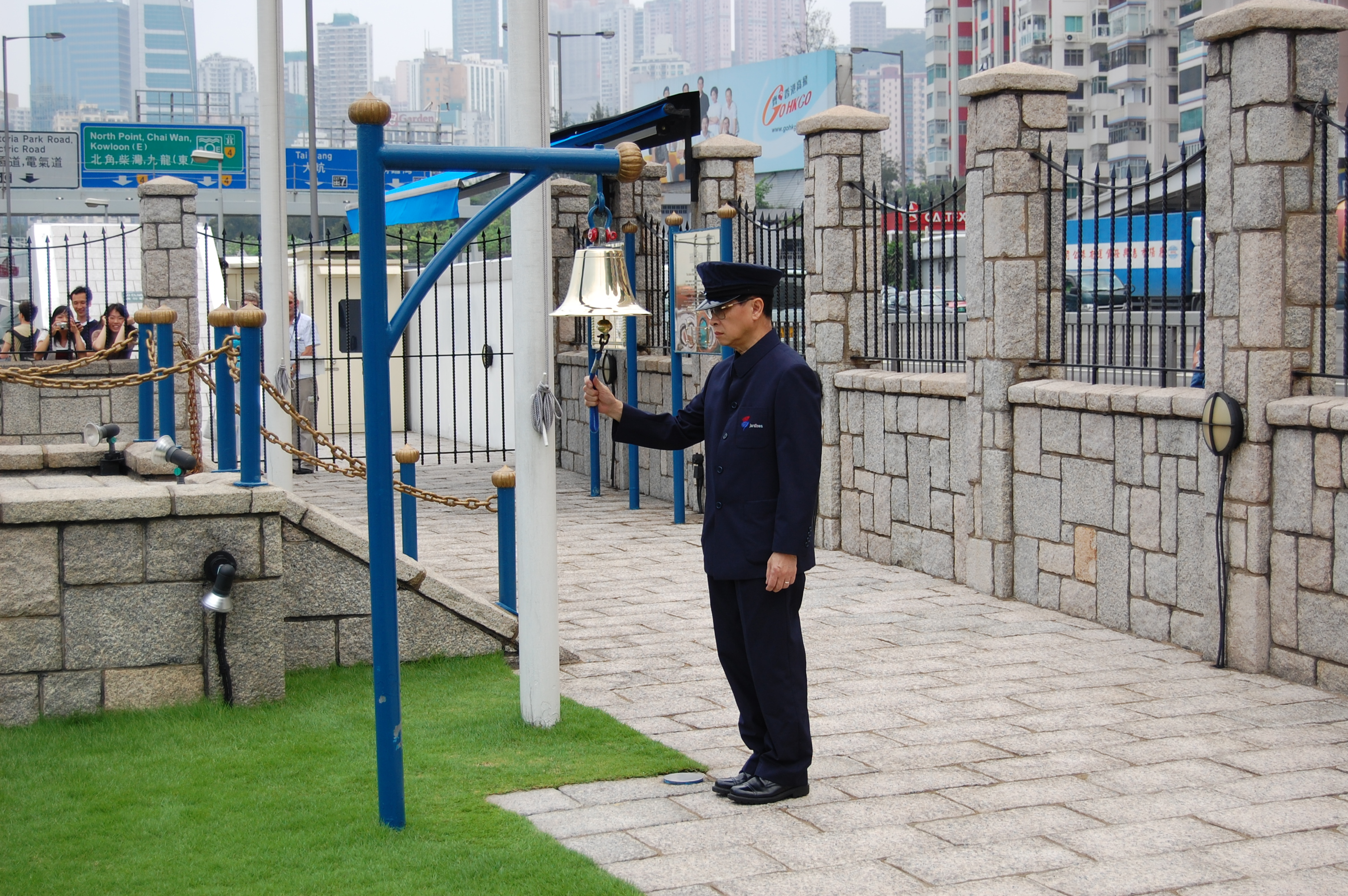
Die Glocke zum Geschütz (2007)

Die Noonday Gun (chinesisch 午炮, Pinyin Wǔpào, Jyutping Ng5paau3, alternativ auch Jardine Noonday Gun 怡和午炮,  Yíhé Wǔpào, Jyutping Ji4wo4*2 Ng5paau3) ist ein Küstengeschütz an der Causeway Bay in Hongkong, das jeden Tag zur Mittagsstunde abgefeuert wird. Die Tradition entstand zur britischen Kolonialzeit und wird von den Jardines aufrechterhalten.

## Geschichte
Der Überlieferung nach war es beim Handelshaus der Jardines im 19. Jahrhundert üblich, bei der Ankunft oder Abreise eines Tai-Pan im Victoria Harbour 21 Salutschüsse abzufeuern. In den 1860er Jahren störte sich ein Offizier der Royal Navy an der Praxis, die für hochrangige Militär- und Regierungsangehörige vorbehalten war. Er ordnete den Jardines an, jeden Tag zur Mittagsstunde einen Kanonenschuss als Zeitsignal abzufeuern.
Während der japanischen Besetzung Hongkongs ab 1941 wurde das Ritual ausgesetzt und das Geschütz ging verloren. Unter britischer Verwaltung wurde ein neues 6-Pfund-Geschütz installiert und das Ritual wieder fortgeführt. 1961 wurde es gegen ein kleineres und weniger lautes Geschütz getauscht. Es handelt sich hierbei um eine QF 3 pounder Hotchkiss, die 1901 in Portsmouth hergestellt wurde.

## Standort
Die Noonday Gun befindet sich auf einem kleinen Steinpodest und ist in Richtung Victoria Harbour ausgerichtet. Der Standort war früher als Kap East Point bekannt. Der ursprüngliche Standort der Originalkanone liegt im Vergleich zum heutigen Standort weiter südlich landeinwärts und ist durch historische Landgewinnungsmaßnahmen und Veränderung der Küstenlinie Hong Kong Islands jedoch nicht mehr als Kap erkennbar. Zur Wasserseite hin ist der Standort von der Kellett Island und dem Causeway Bay Typhoon Shelter umschlossen, einem Sperrwerk zum Schutz von Booten vor Taifunen.
Zum Land hin befindet sich die Victoria Park Road, die an dieser Stelle nicht überquert werden kann. Ein Fußgängertunnel unterhalb der Gloucester Road führt von der Noonday Gun zur Tiefgarage des gegenüber gelegenen einstigen Luxushotels The Excelsior. Im März 2019 wurde das Hotelgebäude nach Erwägung aller Optionen der Modernisierung aufgegeben, um an gleicher Stelle ein modernes Bürohochhaus mit Mischnutzung zu bauen. Das ehemalige Viersternehotel The Excelsior gehörte zur Mandarin Oriental Hotel Group, die im Besitz der Jardine Matheson Holdings ist.

## Ritual
Eine kleine Gruppe Schaulustiger versammelt sich zur Mittagszeit, um das Ereignis zu beobachten. Ein uniformierter Mitarbeiter der Jardines lädt das Geschütz. Um 12 Uhr schlägt er eine Glocke, feuert das Geschütz und schlägt die Glocke erneut. Anschließend öffnet er die Tore der umzäunten Stätte für einige Minuten, um den Anwesenden Gelegenheit zu geben, die Stätte aus der Nähe zu betrachten.

## Rezeption
Die Noonday Gun wurde 1931 in dem Lied „Mad Dogs and Englishmen“ vom britischen Komponist und Schauspieler Noël Coward verewigt.

## Trivia
Gegen eine Spende von 33.000 Hongkong-Dollar an die größte lokale karitative Organisation der Stadt The Community Chest of Hong Kong (香港公益金) hat jeder Spender die Möglichkeit zum wohltätigen Zweck die Kanone der Jardines einmal selbst abzufeuern.